# La Peur aux tripes
Pour plus de détails, voir Fiche technique et Distribution.
La Peur aux tripes (Assassination) est un film d'espionnage italien réalisé par Emilio Miraglia et sorti en 1967.

## Synopsis
Un agent des services secrets, censé être mort, découvre que sa femme a l'intention d'épouser l'agent double qu'il doit démasquer.

## Fiche technique
- Titre français : La Peur aux tripes[1]
- Titre original italien : Assassination[2]
- Réalisateur : Emilio Miraglia (sous le nom de « Emyl Bridge »)
- Scénario : Emilio Miraglia (sous le nom de « Emyl Bridge »), Luciano Ercoli (sous le nom de « Andy Colbert »), Massimo De Rita (sous le nom de « Max Hatired »), Lou Stateman
- Photographie : Erico Menczer (it)
- Montage : Sergio Montanari (sous le nom de « Sergius Hillman »)
- Musique : Robby Poitevin
- Décors : Louis Nadeau
- Costumes : Renè Beer
- Production :  Felice Testa-Gay, Arrigo Colombo, Giorgio Papi, Enrico Papi
- Sociétés de production : Cinegai S.p.A., Jolly Film
- Pays de production :  Italie
- Langue originale : italien
- Format : couleurs par Technicolor - 2,35:1 - Son mono - 35 mm
- Durée : 95 minutes
- Genre : film d'espionnage
- Dates de sortie :
  - Italie : 18 août 1967
  - France : 12 décembre 1969

## Distribution
- Henry Silva : John Chandler / Philip Chandler
- Ida Galli (sous le nom de « Evelyn Stewart ») : Barbara
- Fred Beir (en) : Bob
- Peter Dane : Lang
- Bill Vanders : Thomas
- Alfredo Varelli (sous le nom de « Fred Farrell ») : Morrison
- Bob Molden : Otto
- Karl-Heinz Menzinger (sous le nom de « Karl Menzinger ») : Hans
- Gunther Scholtz : le sénateur Graham
- Gert von Zitzewitz : le baron
- Valentino Macchi :

## Accueil critique
Le critique de cinéma italien Francesco Puma a décrit le film comme « ambigu, crépusculaire et inquiétant » et comme une version cinéma du roman d'espionnage italien Feu Mathias Pascal.